# ريان ماهر
ريان ماهر (بالإنجليزية: Ryan Maher)‏ هو مصرفي وسياسي أمريكي، ولد في 19 أغسطس 1977 بموبريدج في الولايات المتحدة. حزبياً، نشط في الحزب الجمهوري والحزب الديمقراطي.